# Escadron

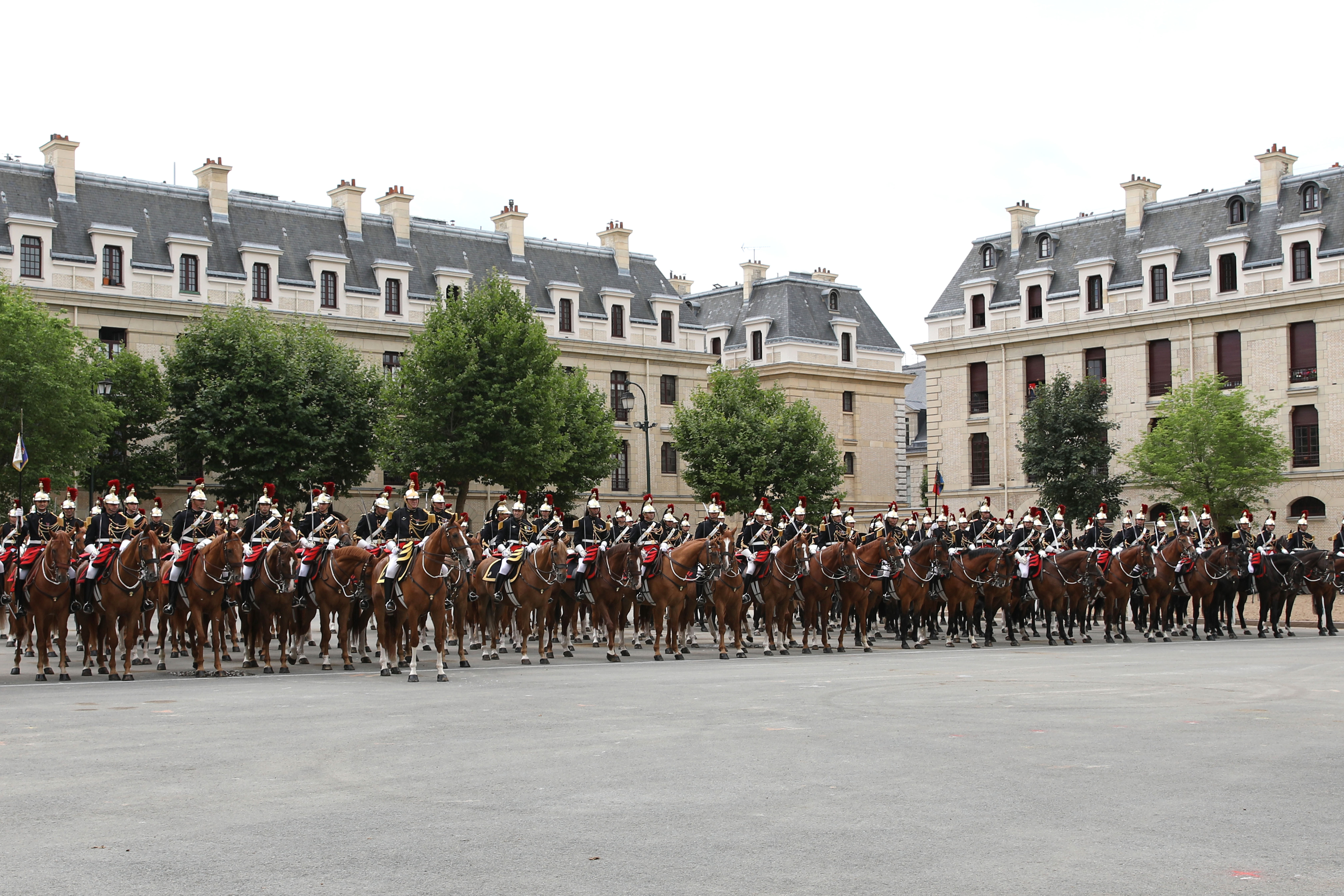
Escadron de cavalerie de la Garde républicaine - Paris - 14 juillet 2017

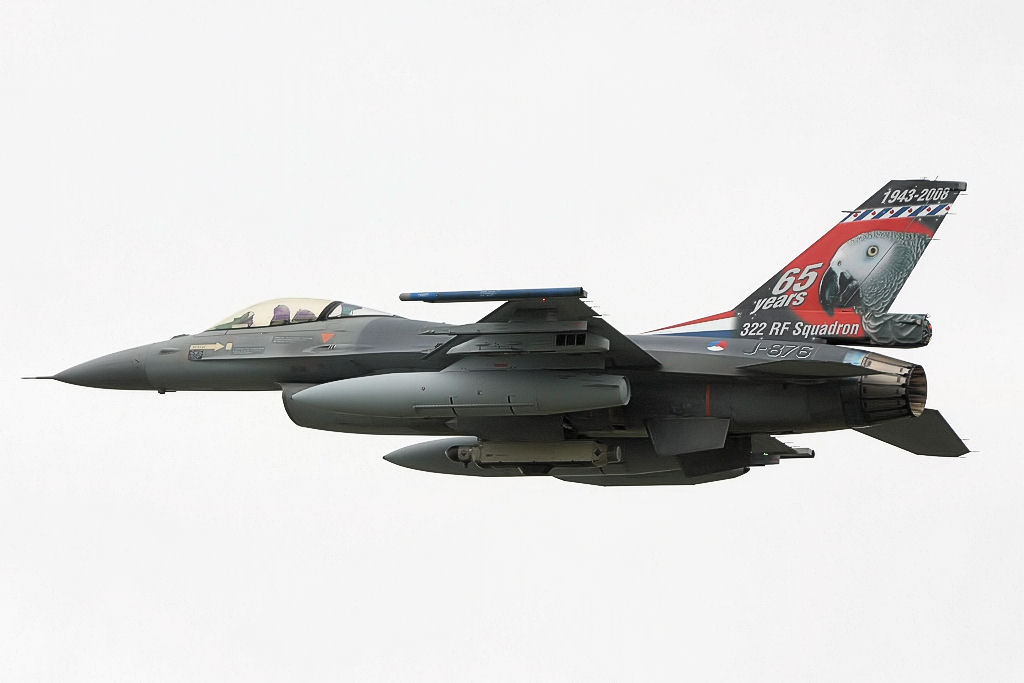
Avion du de l'Armée de l'air néerlandaise.

L'escadron est un type d'unité militaire utilisé dans plusieurs armées.
Dans les forces terrestres des pays francophones, l'appellation d'escadron marque l'appartenance d'une unité aux armes dites « à cheval » (ou se référant à leur héritage et à leurs traditions), l'unité équivalente dans les armes dites « à pied » étant, suivant l'époque, la compagnie ou le bataillon. Par contre, dans les forces aériennes, le terme escadron est utilisé pour traduire l'anglais squadron .
Le mot escadron est probablement issu de l’italien squadrone « troupe armée », dérivé lui-même de l'italien squadra « brigade » (escadre) à l'aide du suffixe augmentatif -one (ballon),. L'italien squadra correspond au mot français équerre (ancien français esquierre, « carré, à angle droit ») et remonte comme lui au latin vulgaire exquadra, non attesté,.
On retrouve la même racine dans les appellations utilisées par de nombreuses armées européennes ou d'inspiration européenne : Squadrone, Squadron, Escuadrón, Eskadron, Esquadrão  etc. Suivant le pays (et la période), le terme désigne généralement une unité de cavalerie ou de chars mais il peut également s'appliquer à une formation aérienne ou navale.
L'escadron peut ainsi représenter l'équivalent d'une compagnie, dont le chef est habituellement un capitaine (qu'on appelle aussi « commandant de compagnie »), mais au moins dans l'armée française, le grade de chef d'escadron est actuellement l'équivalent de celui de commandant, ce qui peut créer une confusion.

## France
Un escadron est une unité militaire dans l'armée de terre, la gendarmerie et l'armée de l'air.

### Armée de terre

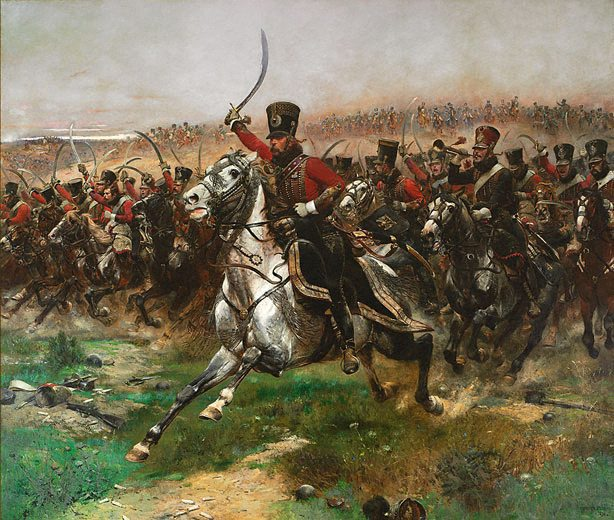
Escadron du 4e régiment de hussards chargeant à Friedland, 1807.

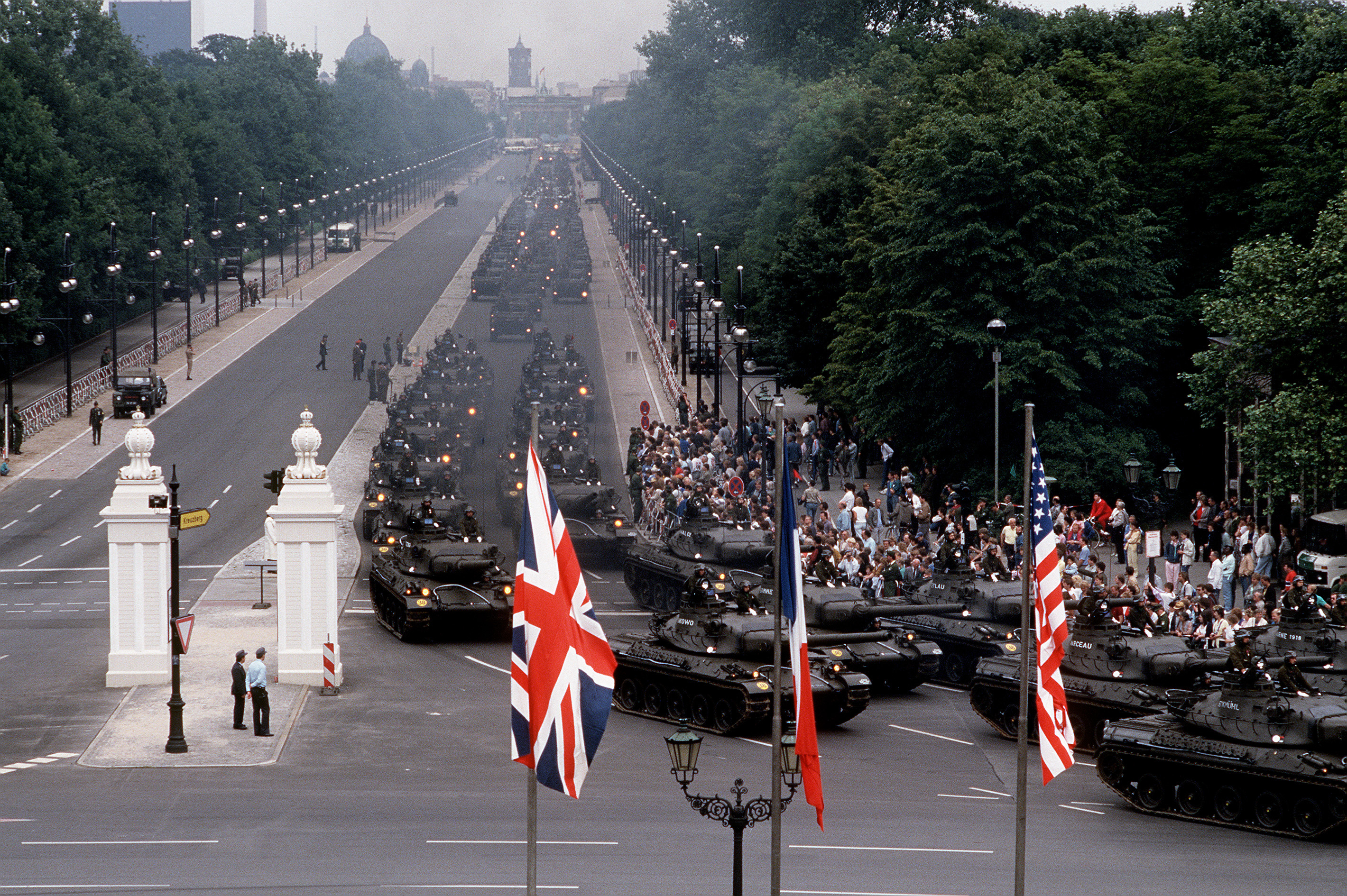
Escadron de chars AMX-30B du 11e régiment de chasseurs le 11 juin 1988 lors de la journée des forces alliées à Berlin-Ouest.

Un escadron est une unité regroupant environ cent vingt personnes, ou une douzaine de véhicules, sous le commandement d’un capitaine (3 galons). Dans l’Armée de terre française, l’escadron, comme la compagnie ou la batterie, est une unité élémentaire , qui appartient généralement à un corps de troupe . Ce corps de troupe, également appelé formation administrative, est généralement un régiment mais peut également être un bataillon Enfin, certains escadrons peuvent être directement rattachés à des brigades, même s’ils sont supportés administrativement par des régiments . La subdivision d'un escadron est le  peloton. Un escadron compte habituellement cinq pelotons dont un de commandement.
Dans l'Armée de terre moderne, l'escadron est l'équivalent dans les armes dites « à cheval » de la compagnie dans les armes dites « à pied ». Ainsi, un régiment de l'arme blindée cavalerie (ABC) ou du train est composé d'escadrons alors qu'un régiment d'infanterie (ou du génie etc.) est composé de compagnies.
Toutefois, cette correspondance entre escadron et compagnie n'a pas toujours existé car, sous l'Ancien Régime et jusqu'à la fin du Premier Empire, il y avait également des compagnies dans la cavalerie. L'escadron était alors une formation tactique regroupant en général plusieurs compagnies de cavalerie et correspondait donc plutôt au bataillon dans l'infanterie. Quant à l'arme du train, elle comporta des compagnies jusqu'en 1968 (voir ci-dessous).
Apparu au XVIe siècle, l'escadron était une formation compacte sur plusieurs rangs qui se substitua progressivement aux formations « en haie » (sur un seul rang) utilisées depuis l’époque de la chevalerie. Adopté lors de l'apparition des armes à feu et notamment du pistolet à rouet , l'escadron resta la formation de combat de la cavalerie lorsque l'épée, puis le sabre devint l'arme principale du cavalier mais son format évolua considérablement.De plusieurs centaines d'hommes sur plusieurs rangs à l'époque de la guerre de Trente Ans, l'escadron passera à une centaine sur deux rangs à partir de la guerre de Sept Ans.
Le nombre de compagnies composant l’escadron fluctua entre deux et quatre jusqu’à la fin du Premier Empire . Finalement, lors de la Seconde Restauration de 1815, on finit par fusionner l'escadron et la compagnie et cette dernière appellation disparut dans la cavalerie.
Dans l'arme du Train, qui a été créée en 1807, l'appellation de compagnie a subsisté jusqu'au 1er juillet 1968, date à laquelle les compagnies sont devenues des escadrons. Entre ces deux dates, l’échelon supérieur à la compagnie était, suivant la période, un bataillon, un escadron, un groupe, une brigade ou un régiment.
Enfin, l’appellation d’escadron a également été utilisée au XIXe siècle dans l’artillerie à cheval et dans le train d’artillerie. Toutefois dans l'artillerie, le terme était rarement utilisé, l'escadron ne constituant pas une unité combattante puisque ses composantes (compagnies ou parfois même demi-compagnies) étaient détachées séparément auprès des différents corps auxquels elles fournissaient un appui.
Aujourd’hui, l’escadron est une unité beaucoup plus autonome que son ancêtre du temps de la cavalerie montée, les conflits modernes ne nécessitant que rarement le déploiement de régiments complets. En conséquence, en opérations, un escadron est souvent détaché de son régiment et employé au sein d’une formation temporaire, le plus souvent interarmes, créée pour remplir une mission particulière dans une période donnée : groupement blindé ou groupement tactique interarmes (GTIA) pour un escadron appartenant à l’Arme blindée et cavalerie, bataillon logistique (BATLOG) ou bataillon de commandement et de soutien (BCS) pour un escadron du train.
Dans la cavalerie sous l'Ancien Régime, l'escadron était commandé par le plus ancien de ses capitaines jusqu'à ce qu'on crée en 1788, le grade de chef d'escadron. Mais le grade fut rapidement supprimé et quand il fut rétabli quelques années plus tard, un chef d'escadron avait habituellement sous ses ordres plusieurs escadrons. On prit donc l'habitude d'écrire "chef d'escadrons", au pluriel dans la cavalerie et de conserver le singulier dans les autres armes.

### Gendarmerie nationale

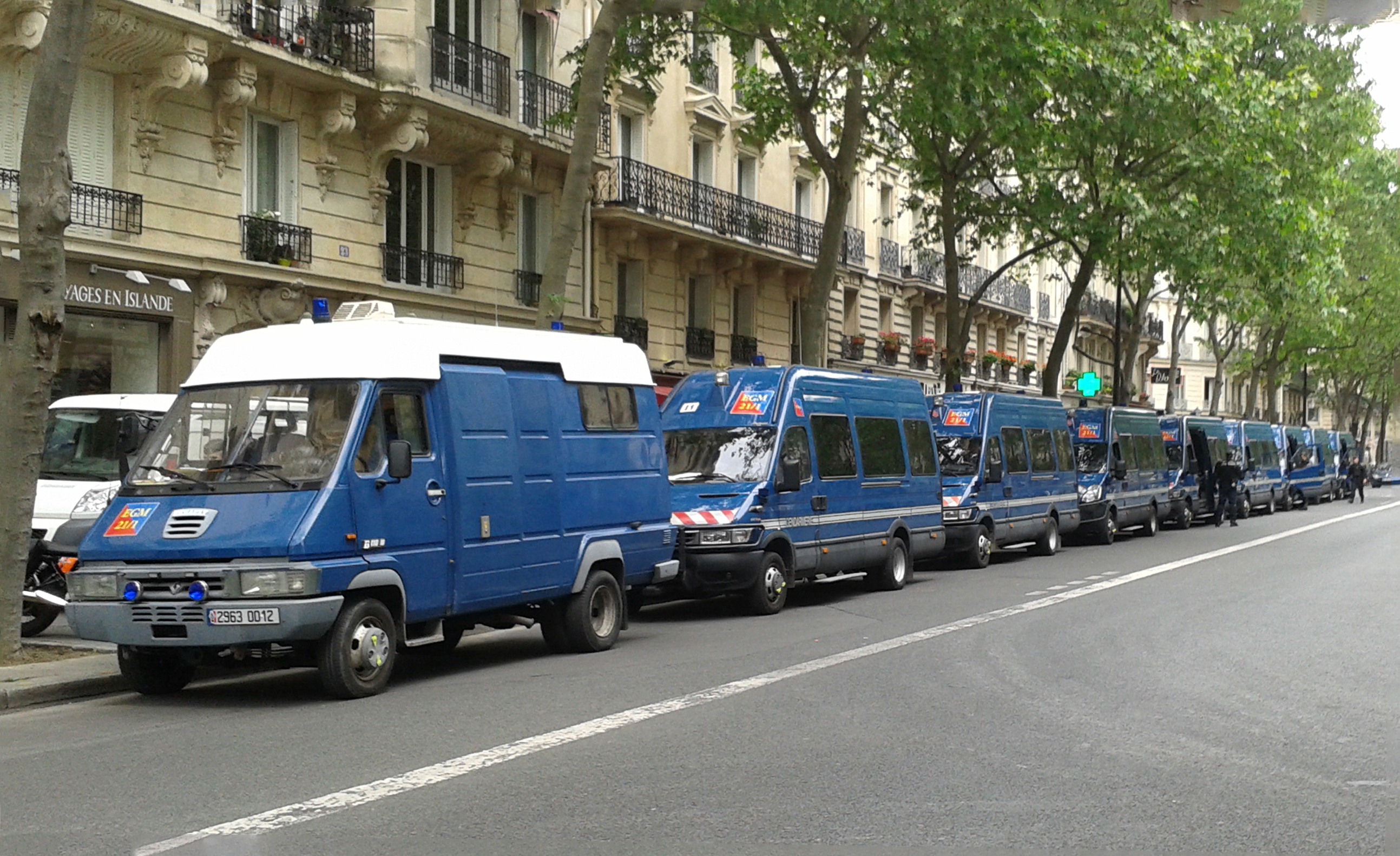
Escadron de gendarmerie mobile.

Comme dans l'Armée de terre, l'escadron est une unité élémentaire comparable à la compagnie mais contrairement à celle-ci, la Gendarmerie utilise parfois les deux appellations au sein de la même subdivision d'arme. Ainsi par exemple, la gendarmerie départementale et la garde républicaine, comportent toutes les deux des escadrons et des compagnies.
Aujourd’hui, la Gendarmerie utilise l’appellation d’escadron pour quatre types d’unités :
- les escadrons de cavalerie de la garde républicaine;
- les escadrons de la gendarmerie mobile;
- l’escadron motocycliste de la Garde républicaine;
- les escadrons départementaux de sécurité routière de la gendarmerie départementale.

Ainsi, dans la gendarmerie, le terme d'escadron semble être réservé à des unités montées (cavalerie de la garde républicaine), très mobiles (escadrons de la gendarmerie mobile) ou fortement motorisées (escadrons départementaux de sécurité routière de la gendarmerie départementale et escadron motocycliste de la garde républicaine).
Un escadron de gendarmerie regroupe environ quatre vingt personnels sur le terrain  sous le commandement d'un capitaine ou un...chef d'escadron. Un escadron est subdivisé en  pelotons . L'échelon supérieur est un groupement dans la gendarmerie départementale ou dans la gendarmerie mobile. Dans la garde républicaine, c'est un régiment.

### Armée de l'air

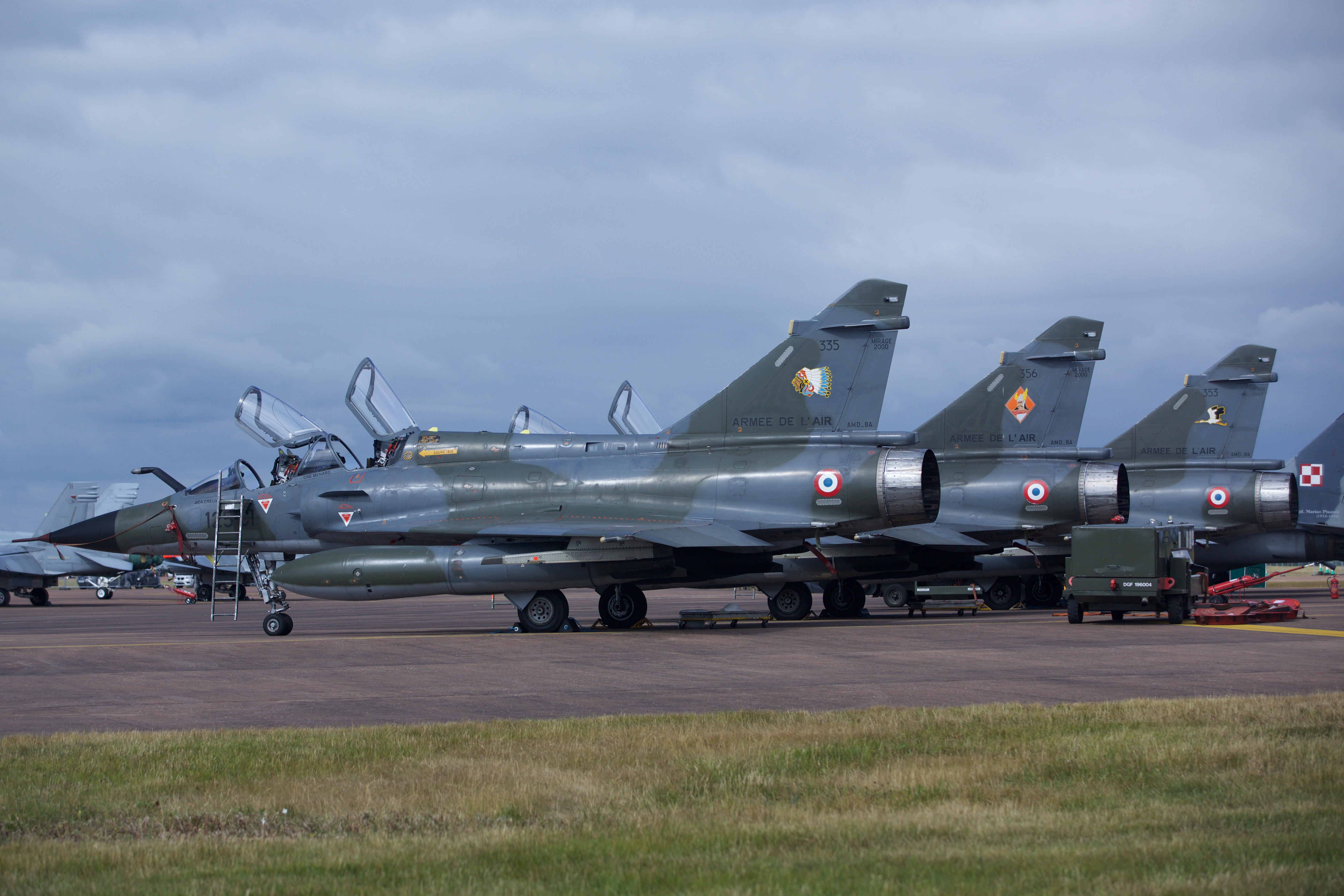
Mirage 2000N

Enfin, l'escadron est l'unité opérationnelle de base de l'Armée de l'air française dans laquelle le terme d'escadron a remplacé celui de  groupe à partir de 1949  dans un but de standardisation avec les alliés de l'OTAN qui mettaient en œuvre des "squadrons".
Réservé à l'origine aux seules unités de chasse, l'appellation d'escadron est maintenant utilisée non seulement pour la quasi-totalité des unités aériennes, mais également pour des formations terrestres de nature et de taille très diverses. Ainsi, par exemple, un escadron de chasse regroupe une vingtaine d'avions, répartis en général en trois escadrilles, sous les ordres d'un lieutenant-colonel, alors qu'un escadron de protection de base aérienne est une formation terrestre, commandée par un capitaine ou un lieutenant.

## Canada
Un escadron est une unité militaire dans l'Armée canadienne et dans l'Aviation royale canadienne.

### Armée canadienne

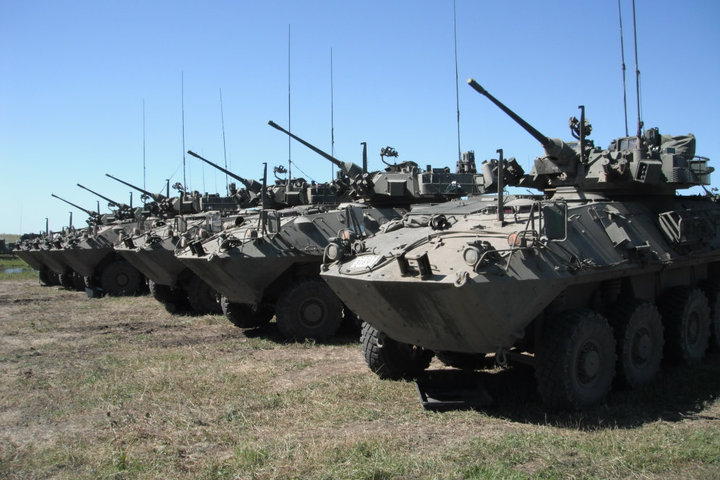
Coyottes d'un escadron du 12e regiment blindé

Dans l’armée de terre du Canada (Armée canadienne, ou Canadian Army), l’escadron (squadron) est une unité comparable à la compagnie (company).
Les régiments appartenant à l’arme blindée (armour) ou au génie de combat (combat engineers)  sont composés d’escadrons alors que les bataillons d’infanterie sont composés de compagnies (les régiments d’artillerie sont quant à eux composés de batteries).
Certains escadrons ne sont pas rattachés à des régiments : ce sont les escadrons de reconnaissance, qui sont rattachés directement aux groupes-brigades ainsi que les escadrons de transmission et les escadrons de guerre électronique, qui sont rattachés à des secteurs géographiques.
Un escadron blindé est commandé par un major, il comprend quatre troupes (troops) et compte en général 68 personnes.

### Aviation royale canadienne

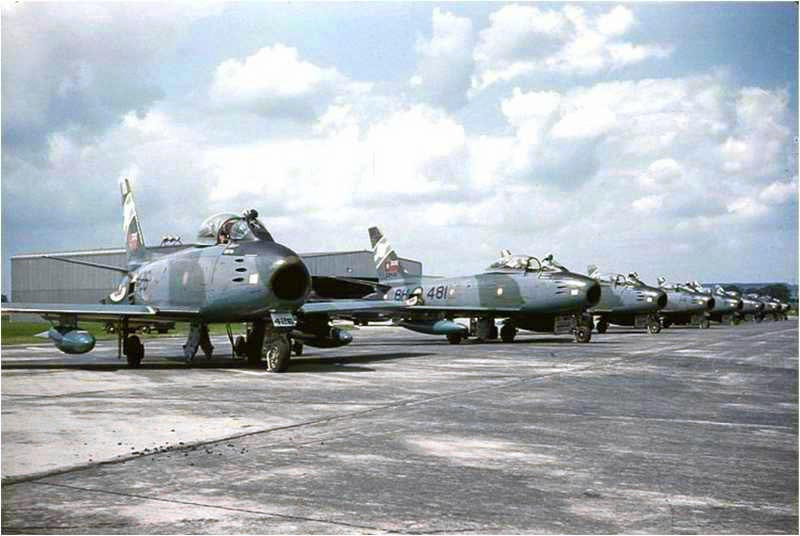
Canadair Sabre 430e escadron - 1960

Dans l’armée de l’air du Canada (Aviation royale canadienne, ou Royal Canadian Air Force), l’escadron (squadron) est une unité aérienne ou terrestre etappartient à une escadre (wing).
Par exemple, le 4e Escadre, dont l’état-major est à Cold Lake (Alberta), comporte notamment les unités suivantes (liste non exhaustive) :
- 409e Escadron d’appui tactique - équipé d’avions CF-18 Hornet ;
- 410e Escadron de soutien au combat - équipé d’hélicoptères CH-146 Griffon ;
- 1er Escadron de maintenance (Air) ;
- 42e Escadron de radar ;
- 10e Escadron d’instruction technique appliquée ;
- 4e Escadron du génie construction ;
- Escadrille de la Réserve aérienne de la 4e Escadre.

Jusqu’à la fin des années 1980, le terme « escadrille » était utilisé comme traduction française du mot anglais « squadron » mais on lui a substitué à cette époque le mot « escadron ».
De nos jours, une escadrille (flight) est la subdivision d'un escadron. Par exemple, le 400e Escadron tactique d'hélicoptères (ETAH), hébergé sur la Base des Forces canadiennes (BFC) Borden (Ontario) compte six escadrilles : trois escadrilles aériennes, une escadrille d'entretien, une escadrille de soutien administratif et l'escadrille de quartier général de l'escadron.
À noter toutefois, que tous les escadrons ne sont pas divisés en escadrilles.
Par ailleurs, le mot escadrille  reste également en usage pour certaines unités indépendantes appartenant notamment à la réserve comme l'Escadrille de la Réserve aérienne de la 4e Escadre citée ci-dessus).
Un escadron aérien regroupe habituellement de 15 à 24 appareils sous les ordres d'un lieutenant-colonel.